# ジョン・マクリーン
ジョン・フレデリック・マクリーン（John Frederick McLean、1878年1月10日 - 1955年6月4日）は、アメリカ合衆国の男子陸上競技選手、アメリカンフットボール選手である。彼は、1900年に開催されたパリオリンピックの110メートルハードル競技で銀メダルを獲得した。

## 経歴
マクリーンは、ミシガン大学の陸上競技とカレッジフットボール、野球の花形選手だった。1900年に開催されたパリオリンピックでは、陸上競技の選手として4つの競技に出場している。そのうち110メートルハードルでは、予選で3位となって敗者復活戦に回り、1位で決勝に進出した。決勝では同じくアメリカ合衆国代表のアルビン・クレンツレーンに続いて2位でゴールし、3位にもフレッド・モロニーが入ったため、アメリカ合衆国代表がメダルを独占する結果になった。
マクリーンは110メートルハードル競技の他にも、 走幅跳、三段跳、立ち三段跳の3つの競技に出場した。走幅跳では予選で12人中の6位となり、上位5人が進む決勝には進めなかった。三段跳と立ち三段跳での順位と記録は不明である。
マクリーンはノックス大学やミズーリ大学コロンビア校などでカレッジフットボールのコーチを務めた後、1955年に世を去った。

## オリンピックでの成績
| 年   | 大会             | 場所             | 種目         | 結果     | 記録   |
| ---- | ---------------- | ---------------- | ------------ | -------- | ------ |
| 1900 | パリオリンピック | パリ（フランス） | 110mハードル | 2位      | 15秒5  |
| 1900 | パリオリンピック | パリ（フランス） | 走幅跳       | 6位      | 6.655m |
| 1900 | パリオリンピック | パリ（フランス） | 三段跳       | 順位不明 |        |
| 1900 | パリオリンピック | パリ（フランス） | 立ち三段跳   | 順位不明 |        |